# José María Figueres
José María Figueres Olsen (San José, 24 dicembre 1954) è un politico costaricano.
È stato Presidente della Costa Rica dal maggio 1994 al maggio 1998.